# Камисти (Жанібецький район)
Камисти́ (каз. Қамысты) — село у складі Жанібецького району Західноказахстанської області Казахстану. Адміністративний центр та єдиний населений пункт Камистинського сільського округу.
У радянські часи село називалось Кайсацька.
Населення — 1149 осіб (2021; 1464 у 2009, 1631 у 1999, 1641 у 1989).